# Graafschap Hohenems
Het graafschap Hohenems was een tot de Zwabische Kreits behorend graafschap binnen het Heilige Roomse Rijk. Het centrum was Hohenems in Vorarlberg, Oostenrijk.
Omstreeks 1180 worden de heren van de burcht Ems vermeld. Zij slaagden erin een rijksvrij gebied te creëren dat onafhankelijk werd van de graven van Montfort-Werdenberg. In 1343 kregen zij toestemming een tweede burcht te bouwen: Neuems. Verder wisten zij in 1395 de rijkshof Lustenau met Widnau en Haslach te verwerven. Zij namen aan de zijde van de hertogen van Oostenrijk als legeraanvoerders deel aan de strijd tegen de naar onafhankelijkheid strevende Zwitsers. Sinds 1400 was hun gebied een rijksleen.
In 1560 werd de heerlijkheid Hohenems tot rijksgraafschap verheven. Van aartshertog Ferdinand van Oostenrijk kregen zij als pand voor een lening de voogdijheerlijkheden Feldkirch en Bregenz en een militair commando. Een poging van de graaf op deze machtsbasis een vorstendom te stichten, mislukte. In de Nederlanden diende de graaf koning Philips II van Spanje in zijn strijd tegen Willem van Oranje en de geuzen. Uit dank daarvoor werd hij in 1578 beleend met het graafschap Gallarate in Lombardije.
In 1613 werden de rijksheerlijkheden Vaduz en Schellenberg verworven van de graven van Sulz. Daarna werd geprobeerd dorpen in de heerlijkheid Feldkirch te kopen zodat de bezittingen onderling konden worden verbonden. Als dit gelukt zou zijn, was er een bufferstaat tussen Oostenrijk en Zwitserland gevormd.
In 1646 delen de zoons van Jakob Hannibal II:
- Frederik krijgt Hohenems en het graafschap Gallarate (uitgestorven in 1713)
- Frans Willem I krijgt Vaduz (uitgestorven in 1759)

Het graafschap Gallarate wordt in 1656 verkocht en Hohenems komt na het uitsterven van de oudste tak in 1713 aan de jongere tak te Vaduz. Deze tak had inmiddels in 1699 de heerlijkheid Schellenberg en in 1712 de heerlijkheid Vaduz verkocht aan de familie Liechtenstein.
Na het uitsterven van de familie in 1759 liet aartshertogin Maria Theresia van Oostenrijk zich op 11 maart 1765 door haar man keizer Frans I Stefan met het graafschap Hohenems belenen. Wederrechtelijk wordt daarbij ook de rijkshof Lustenau onder de Oostenrijkse Landshoogheid gebracht.
De dochter van de laatste graaf van Hohenems, Rebecca is gehuwd met Frans Xaverius van Harrach en de allodiale bezittingen kwamen daardoor in 1790 aan de familie Harrach. Ten gevolge van het huwelijk van hun dochter Walburga met graaf Clemens van Waldburg-Zeil ontstaat er een tak Waldburg-Zeil-Hohenems.
In de Vrede van Presburg van 26 december 1805 regelde artikel 8 de overdracht van het graafschap Hohenems aan het koninkrijk Beieren. Dit gold ook voor de zeven Oostenrijkse heerlijkheden in Vorarlberg. Het Beierse bestuur scheidde de administraties van Tirol en de landen in Vorarlberg, waarbij de laatste bij de Beierse provincie Zwaben werden gevoegd.
Het Congres van Wenen in 1815 gaf Tirol en de landen in Vorarlberg weer terug aan het keizerrijk Oostenrijk.

## Regenten
| regering    | naam                     | geboren    | overleden  | familie                         |
| ----------- | ------------------------ | ---------- | ---------- | ------------------------------- |
| 1408-1444   | Marquard III             |            | 1444       |                                 |
| 1436-1466   | Michael                  |            | 1466       | zoon                            |
| 1444-1478   | Marquard IV              |            | 1478       | broer                           |
| 1478-1523   | Rudolf                   |            | 1523       | broer                           |
| 1523-1533   | Marcus Sittich           |            | 25-7-1533  | zoon van Michael                |
| 1533-1536   | Wolfgang Dietrich        | 1507?      | 1536       | zoon                            |
| 1536-1587   | Jacob Hannibal I         | 13-5-1530  | 6-12-1587  | zoon                            |
| 1587-1638   | Casper Marcus            | 1-3-1573   | 1638       | zoon                            |
| 1638-1646   | Jacob Hannibal II        | 20-3-1595  | 10-4-1646  | zoon                            |
| 1646-1675   | Karel Frederik           | 11-11-1622 | 20-10-1675 | zoon                            |
| 1675-1713   | Frans Karel Anton        | 1-8-1650   | 15-3-1713  | zoon                            |
| 1713/7-1730 | Jacob Hannibal III       | 7-3-1653   | 12-8-1730  | kleinzoon van Jacob Hannibal II |
| 1718-1765   | Frans Willem Rudolf      | 10-12-1686 | 21-4-1756  | zoon                            |
| 1756-1759   | Frans Willem Maximiliaan | 28-3-1692  | 5-11-1759  | zoon van vaders broer           |